# ادلمیرو آروالو
ادلمیرو آروالو (اسپانیایی: Edelmiro Arévalo‎؛ ۱۷ ژانویه ۱۹۲۹ – ۳ ژانویه ۲۰۰۸) بازیکن فوتبال اهل پاراگوئه بود.
از باشگاه‌هایی که در آن بازی کرده‌است می‌توان به باشگاه ورزشی الیمپیا اشاره کرد.
وی همچنین در تیم ملی فوتبال پاراگوئه بازی کرده‌است.